# Erhard F. Freitag
Erhard F. Freitag (Klaipėda, 1940 – 8 novembre 2015) è stato uno scrittore e ipnoterapeuta tedesco di esoterismo.
Ha assunto notorietà in quanto seguace di Joseph Murphy, ipnoterapeuta e autore di libri all'interno del movimento del Nuovo Pensiero e del pensiero positivo.
Freitag nasce come secondo figlio in una famiglia protestante e il padre è un funzionario pubblico. Inizialmente apprende un mestiere artigianale e completa un apprendistato in campo commerciale, ma presto si dedica alla filosofia di Joseph Murphy, da cui prende lezioni e con il quale compie un giro di conferenze in Svizzera, Austria e Germania. Nel 1974 Freitag fonda l'Istituto di Ricerca sull'Ipnosi (Institut für Hypnoseforschung) nell'Arabella-Hochhaus di Monaco, dove offre trattamenti di ipnosi, arrivando ad impiegare oltre 30 terapeuti. Nello stesso periodo diventa membro a vita dell'INTA (International New Thought Alliance) e Joseph Murphy lo nomina suo conferenziere ufficiale.
Il suo primo libro viene pubblicato nel 1981. I libri assunti come più importanti sono Die Macht Ihres Bewusstseins e Kraftzentrale Unterbewusstsein. Nel 2002 Freitag si è trasferito in Svizzera.

## Opere
Pubblicate in lingua tedesca
- Die Macht Ihres Bewusstseins
- Kraftzentrale Unterbewusstsein
- Erfolg ist die Kunst des Machbaren
- Die Wunderwelt der magischen Gedanken
- Die Macht Ihrer Gedanken
- Sag JA zu Deinem Leben
- Heilende Gedanken
- Hilfe aus dem Unbewussten
- Ein angstfreies Leben